# 若槻清尚
若槻 清尚（わかつき きよなお）は、戦国時代の武将。信濃村上氏の家臣。
若槻氏は清和源氏の流れを汲む信濃源氏の一流。河内源氏・源義隆の次男・若槻頼隆の孫の五郎頼仲（北白川蔵人）を祖とする。若槻氏は戦国時代に信濃村上氏に臣従した。

## 概要
天文7年（1538年）6月、越後国の守護代・長尾晴景の軍勢が信濃国北部に攻め入った際に活躍し、13の首級を取るという武勇伝がある。「若槻村上系図」によれば6月15日に為景（晴景の誤りであるとされる）と稲附原にて戦い、合戦は1日に13度に及んだと記している。
その後、信濃村上氏は信濃攻略を狙う武田信玄と対立、雌雄を決すべく主君・村上義清は天文17年（1548年）1月18日に反武田勢力を結集し、産川下流の西方の天白山（須々貴山）に陣を張り、武田軍の侵攻に備えた。これに対して、武田軍は本拠である甲斐国躑躅ヶ崎館を2月1日に出陣し14日に両軍が激突する（上田原の戦い）。この戦いで村上方は辛くも勝利し武田勢を敗走させるも、清尚は討ち死にした。
その後、子・清継が後を継ぐが、再び信濃に攻め入った武田軍の攻勢の前に村上氏はついに滅亡の憂き目に遭うことになる。「村上家伝」には義清が越後に落ち延びる際、清継が従った。これにより遠祖の頼隆以来、信濃に住した若槻氏は若槻荘を中心とした故地を逸することになった。